# Desastre de Tânger
O Desastre de Tânger de 1437, por vezes conhecido por Cerco de Tânger, refere-se à tentativa de uma força militar portuguesa de capturar a cidade marroquina de Tânger, com a sua subsequente derrota pelos exércitos do sultanato merínida de Marrocos.
Esta força expedicionária, liderada pelo Infante D. Henrique, duque de Viseu, partiu de Portugal em Agosto de 1437 com a intenção de capturar uma série de praça-fortes costeiras marroquinas. Os Portugueses puseram cerco a Tânger em meados de Setembro. Após uma série de assaltos à cidade, a força portuguesa foi atacada e derrotada por um vasto exército marroquino chamado em socorro e liderado pelo vizir Abu Zacaria Iáia Aluatassi de Fez. Os Marroquinos cercaram o campo de cerco dos portugueses e forçaram a sua submissão. Para preservar o seu exército da destruição inevitável, o Infante D. Henrique negociou um tratado que previa o regresso da praça-forte de Ceuta (conquistada em 1415) ao reino de Marrocos, em retorno pela retirada segura do exército. No entanto, os termos do acordo não foram cumpridos, os portugueses decidiram manter Ceuta e abandonaram o refém português, Fernando, O Infante Santo, irmão do Infante D. Henrique e do Rei D. Duarte à sua própria sorte, morrendo no cativeiro em 1443.
O fiasco de Tânger foi um grave golpe no prestígio e reputação do Infante D. Henrique, que foi responsável pela conceção, promoção e subsequente liderança da expedição. Ao mesmo tempo, permitiu o aumento do prestígio do vizir e selar o destino político do vizir Abu Zacaria Iáia Aluatassi, que, como da noite para o dia, passou de regente impopular a herói nacional, permitindo-lhe consolidar o seu poder sobre Marrocos.
Esta seria apenas a primeira das quatro tentativas dos Portugueses de capturar a cidade de Tânger no século XV.

## Contexto
A cidadela marroquina de Ceuta, no lado sul do estreito de Gibraltar, havia sido conquistada em 1415 por um ataque surpresa do Reino de Portugal (ver Tomada de Ceuta). Os mouros merínidas tentaram recuperá-la em 1418, mas falharam no intento. O assassinato do sultão merínida em 1420 lançou Marrocos para o caos político e desordem interna nos anos seguintes, dando aos portugueses tempo para reforçar as defesas de Ceuta.
Quaisquer que tenham sido os objetivos iniciais, a conquista de Ceuta poucos benefícios trouxe aos portugueses. Os mouros cortariam praticamente todo o abastecimento e comércio com a cidade por via terrestre. Ceuta tornou-se pouco mais do que uma grande, mas vazia, cidade-praça fortificada, com uma guarnição portuguesa onerosa que tinha que ser continuamente reabastecida por via marítima. Não houve campanhas seguintes dos Portugueses no norte de África, de modo que a guarnição defensiva pouco tinha para fazer, para além de gastar do tesouro real. Ocorreram petições na corte no sentido da retirada das tropas e abandonar a cidade.

### A proposta de D. Henrique
Em 1416, o rei João I de Portugal nomeou um dos filhos, o infante D. Henrique, duque de Viseu, da responsabilidade de abastecer e manter Ceuta.
Como resultado, o infante opôs-se ao abandono da cidade, e em vez disso propôs a expansão das possessões portugueses em Marrocos.
Em 1432, o Infante propôs a seu pai João I um ambicioso projeto que lhe permitiria liderar um exército para conquista do sultanato merínida de Marrocos, ou em alternativa conquistar porções de território mais largas no norte. D. João I convocou as cortes, incluindo os restantes filhos - a Ínclita Geração - para conselho. Os irmãos de Henrique, o príncipe D. Duarte, o infante D. Pedro duque de Coimbra, o Infante D. João Duque de Reguengos, e o meio-irmão D. Afonso Conde de Barcelos incluindo os filhos destes, D. Fernando conde de Arraiolos e D. Afonso conde de Ourém, os quais se pronunciaram de forma quase unânime contra a proposta de D. Henrique. Entre os argumentos estavam a falta da quantidade de combatentes necessários e os previsíveis enormes gastos na manutenção de semelhante exército para conquistar um território tão vasto, para além de questionar o propósito e a base legal da guerra em África proposta por D. Henrique. A juntar a isso, as dúvidas subtilmente expressas da vocação de D. Henrique em ser capaz de lidar tal expedição, sendo sugerido se D. Henrique procurava glória militar ou uma cruzada, poderia ir entrar ao serviço do Reino de Castela no sentido de atacar o Reino Nacérida de Granada. (Com efeito, semelhante proposta foi submetida a Castela um mês depois (Julho de 1432) por um emissário português, mas foi rejeitada por Álvaro de Luna , ministro espanhol.

Em defesa da sua proposta, Henrique apontou o momento de fraqueza do sultanato merínida que estava dividido entre líderes rebeldes e que a situação na capital Fez era de caos político. O jovem sultão merínida Abdalaque II era menor e quase em idade de reinar, mas o impopular vizir oatácidas Abu Zacaria Iáia Aluatassi, e regente desde 1420, recusava-se em abandonar o poder. D. Henrique considerou que seria de aproveitar este momento de vantagem, de forma que os mouros seriam incapazes de ripostar perante um ataque, e que era a ocasião oportuna para tomar outras partes de Marrocos. D. Henrique acreditava que as preocupações relativamente à falta de exército suficiente eram exageradas, e aquele do qual dispunha era suficiente para atacar e controlar os portos críticos de Tânger, Alcácer-Ceguer e Arzila, e estender o domínio Português a todo o norte de Marrocos, e que o Papa haveria de dotar a campanha com o privilégio de uma cruzada, de forma que guerreiros cristãos provenientes do resto da Europa iriam acorrer e alistar-se para preencher as necessidades.

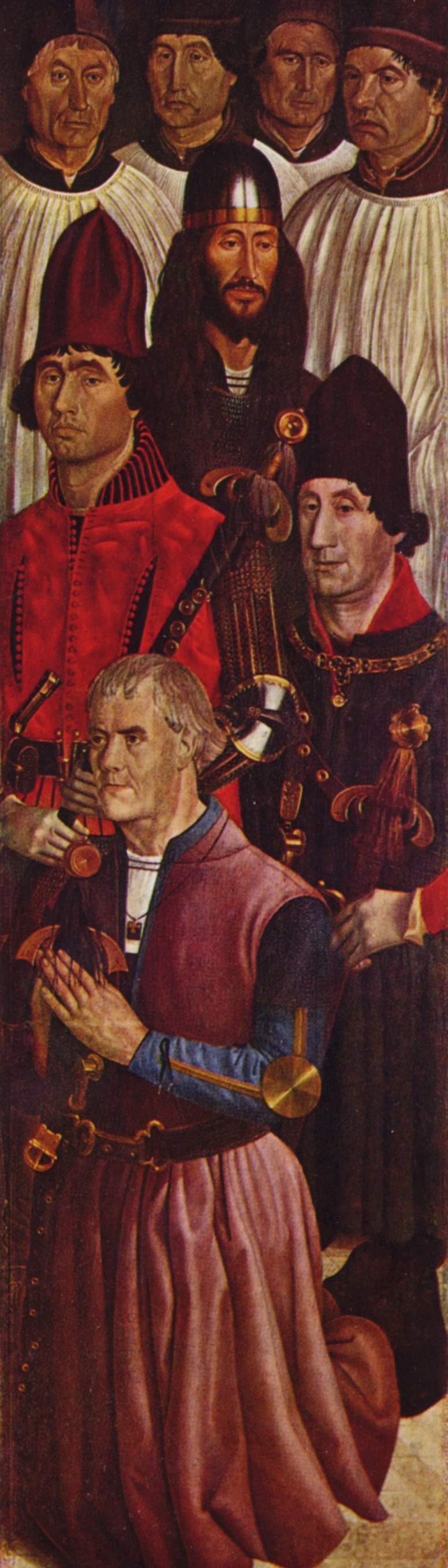
Um dos Painéis de São Vicente da autoria de Nuno Gonçalves, que se crê representar os quatro infantes filhos de D. João I : o Infante D. Fernando (em cima, de preto), Infante D. João, condestável (esquerda, de vermelho), Infante D. Pedro duque de Coimbra (direita, verde), e finalmente o Infante D. Henrique (em baixo, de púrpura)

O rei João I estava pessoalmente inclinado em direcção ao projecto, mas morreu no ano seguinte antes de que mais passos tivessem sido dados. O seu filho mais velho e sucessor, D. Duarte, colocou o projecto de lado, mas Henrique continuou a insistir na ideia. A influência de Henrique foi notória quando conseguiu que o seu irmão mais novo, o infante D. Fernando o apoiasse. D. Fernando encontrava-se insatisfeito com as suas parcas posses de terras em Portugal e estava desejoso de se apoderar de mais terras além-mar. Em 1435, D. Henrique e D. Fernando informaram o rei D. Duarte que iriam por suas próprias expensas liderar a campanha em Marrocos se assim tivesse de ser, levando consigo as ordens militares de que eram líderes: Henrique da Ordem de Cristo e Fernando da Ordem de Avis D. Duarte, então apoiado pelos restantes irmãos, tentaram dissuadi-los, e mais uma vez sugeriram a Henrique e Fernando proporem a causa a Castela. Desta vez, no entanto, Henrique conseguiu um aliado improvável, a rainha Leonor de Aragão. Para além de ser a irmã dos infantes rebeldes de Aragão, Leonor não possuía desejo de ver exércitos portugueses aliarem-se ao reino de Castela, inimigo de Aragão, de forma que insistiu junto do rei no sentido de autorizar a expedição marroquina. O que fez a diferença na decisão do rei de apoiar foi a promessa de D. Henrique de perfilhar o seu filho mais novo, D. Fernando duque de Beja, e mais tarde duque de Viseu, como único herdeiro de todos os seus bens e posses, de forma de retirar a responsabilidade do rei de ter de lhe assegurar a herança. Henrique concordou e escreveu testamento no sentido do jovem sobrinho ser o seu único herdeiro em Março de 1436, e no mesmo instante D. Duarte começou a tratar dos preparativos da expedição.

### Preparativos
Em Março de 1436, D. Duarte e D. Henrique deram início aos primeiros planos no sentido de conquistar Tânger, Alcácer-Ceguer e Arzila. O exército total seria composto de 14 000 homens - 4 000 a cavalo a 10 000 a pé. (Ou, mais precisamente de acordo com Pina: 3 500 cavaleiros, 500 arqueiros a cavalo, 7 000 soldados a pé, 2 500 arqueiros e 500 auxiliares. Foram então enviados emissários a portos de Inglaterra, Castela, Flandres e norte da Alemanha no sentido de adquirir barcos de transporte e mantimentos suplementares.
Em meados de Abril seguinte, o rei D. Duarte convocou as Cortes em Évora no sentido de juntar fundos para a expedição. A proposta foi recebida com ceticismo. Os financiadores manifestaram-se em grande medida contra a expedição. De qualquer das formas, as Cortes votaram a favor de um subsídio modesto, o qual no entanto mesmo assim recebeu contestação.
De acordo com o cronista Ruy de Pina, D. Duarte 'esqueceu-se' de convocar os irmãos que tinham manifestado desacordo - os Infantes D. Pedro e D. João e D. Afonso Conde de Barcelos - às Cortes de Évora. De modo que os três foram convocados para comparecer em Leiria no mês de Agosto seguinte de forma a manifestar os seus votos. Embora tivessem avisados que o seu voto não seria vinculativo, que a expedição ia avançar qualquer que fosse o seu sentido de voto, os três voltaram uma vez mais a manifestarem a sua oposição.

### A Bula Papal
Entretanto, O Infante D. Henrique esteve ocupado em Roma junto do papa no sentido de este manifestar o seu apoio à expedição. Tal veio a ter frutos em Setembro, quando o papa Eugénio IV lançou a bula Rex Regnum abençoando a empresa de Tânger com a qualidade de uma cruzada. No entanto, a bula não foi redigida sem senões. O papa pediu no entanto pareceres jurídicos a respeito da legalidade da guerra de conquista por parte de D. Henrique aos mouros de Marrocos. Os pareceres ficaram prontos entre Agosto e Outubro, dos quais são de destacar os dos juristas bolonheses Antonio Minucci da Pratoveccio e Antonio de Resolis, os quais puseram bastante em dúvida jus belum os princípios da expedição.
No entanto, outros projetos menos conhecidos do Infante chegaram a colocar completamente em risco a expedição. Nesse mesmo mês de Setembro, o papa Eugénio IV redigiu outra bula a pedido do Infante, denominada Romanus Pontifex, concedendo a Portugal o direito de tomar posse das porções não conquistadas das Ilhas Canárias. Este inesperado levantamento enfureceu a Coroa de Castela, a qual reclamava desde longos anos a soberania das ilhas, estando ainda em processo de as subjugar inteiramente. O prelado castelhano Afonso de Cartagena, bispo de Burgos, então no Concílio de Basileia, lançou uma ofensiva legislativa, fornecendo volumes de documentação provando que as Canárias pertenciam a Castela desde longa data. Reconhecendo que havia sido levado pelas ideias do Infante D. Henrique, o Papa anulou a bula em Novembro seguinte.
Mas o bispo castelhano decidiu não se ficar por aqui. Desejoso de punir D. Henrique pelo seu atrevimento, o diplomata castelhano apresentou mais queixas - requerendo que o papa restaurasse dioceses portugueses sob a jurisdição do arcebispo de Compostela, e revogar a autonomia das ordens militares portuguesas (que se tinham separado das suas congéneres espanholas), e revogar a bula de Tânger no sentido de conceder a Castela o 'direito de conquistar' a costa de Marrocos, chegando mesmo a proclamar que Ceuta devia ser entregue a Castela (algo que nunca tinha sido reivindicado antes por Castela). Mesmo sendo provável que Cartagena não estivesse realmente a expressar seriamente as suas reivindicações (a fazer "bluff"), e o fizesse apenas para irritar D. Henrique, a súbita bateria de reivindicações castelhanas estiveram quase a colocar em causa uma vez mais a expedição, lançando mesmo o espectro de uma possível guerra entre Portugal e Castela.
A querela entre os dois estados ibéricos continuou até à primavera do ano seguinte. Finalmente, em 30 de Abril de 1437, o Papa emitiu a bula Dominatur Dominus revogando parte da bula de Setembro a qual parecia indicar que se decidia a favor dos castelhanos. Então em Maio desse mesmo ano, o Rei D. Duarte voltou a ameaçar cancelar completamente a expedição a Tânger de forma a chamar o exército para defender as paróquias da fronteira da Galiza. Mas a querela diplomática foi entretanto desanuviada e finalmente resolvida no princípio do verão desse ano.

### Partida
No fim do verão de 1437, após um ano de preparativos, a força expedicionária portuguesa estava finalmente pronta para partir. As tropas que tinham sido reunidas tinham um número inferior ao esperado. Pina relata que apenas 6 000 portugueses ao todo assentaram praça (3 000 cavaleiros, 2 000 infantes e 1 000 arqueiros) - ou seja, um número muito inferior ao de 14 000 que era o desejado. Álvares descreve valores superiores – 7 000 em Lisboa, mais forças provenientes do Porto e Ceuta. De qualquer das formas, o número de tropas reunido era muito inferior ao esperado, em boa medida devido à impopularidade da expedição. Ocorreram também outros problemas semelhantes nas embarcações de transporte. Os barcos de transporte recrutados (na maioria ingleses e bascos) eram muito menos do que os necessário para transportar mesmo este número reduzido de tropas. É relatado que muitos das tropas reunidas (pelo menos um quarto das iniciais) tiveram de ser deixadas em Lisboa. Apesar de todos os constrangimentos, a decisão era de que se devia prosseguir, partindo-se do princípio dos que ficaram para trás seriam eventualmente transportados quando mais embarcações de transporte chegassem.
Por ordem do rei D. Duarte, foi atribuído ao Infante D. Henrique comando total sobre a expedição, destinada a partir de Lisboa. O experimentado sobrinho Fernando conde de Arraiolos (que se tinha declarado anteriormente contra a expedição) foi nomeado encarregado do recrutamento dos nobres e enviado ao Porto, para tratar da embarcação dos exércitos reunidos a partir do norte de Portugal. Entre outros, os nobres que entenderam participar na expedição foram, além do Infante D. Fernando, o marechal do reino Vasco Fernandes Coutinho ( futuro conde de Marialva ) e comandante da frota o experiente capitão-mor do mar Álvaro Vaz de Almada, conde de Abranches. O prelado Álvaro de Abreu, bispo de Évora juntou-se à força como embaixador do Papa.
Aos cavaleiros da Ordem de Cristo (liderada pelo Infante D. Henrique) e da Ordem de Avis (liderada pelo Infante D. Fernando) foi-lhes ordenado que seguissem com os seus mestres para o Norte de África. D. Fernando de Castro, governador da casa do Infante D. Henrique, foi encarregue de liderar os cavaleiros e escudeiros da sua casa, enquanto o seu parente homónimo D. Fernando de Castro 'o Cegonho', governador da casa do Infante D. Fernando, lideraria por sua vez os da sua casa.
A 17 de Agosto de 1437, após uma cerimónia solene na Catedral de Lisboa, Henrique recebeu o estandarte real do irmão, o rei D. Duarte. Após receber as instruções finais, a armada zarpou de Belém em 22 de Agosto.

### As defesas de Marrocos
Ao contrário do que sucedera em Ceuta em 1415, os portugueses não dispuseram do elemento de surpresa. A longa e ensurdecedora diplomacia deu as marroquinos, apesar das dissensões políticas internas, tempo suficiente para preparar as defesa das cidades alvo. As fortificações foram melhoradas, guarnições reforçadas e passagens nas montanhas em redor de Ceuta foram fechadas.
Preparando-se desde 1436 para o evento a desenrolar-se, o capitão de Ceuta Pedro de Meneses, conde de Vila Real, enviou um destacamento da sua guarnição sob o comando de seu filho Duarte de Meneses para atacar a cidade marroquina de Tetuão (Tétouan), de forma a prevenir que se tornasse uma ameaça para os planos portugueses.
Tânger estava sob o comando do governador merínida Sale ibne Sale (chamado Çallabençalla nas crónicas portuguesas), o mesmo homem que havia sido governador em Ceuta em 1415, aquando da conquista portuguesa, agora porventura bem mais envelhecido, mas com sede de vingança. (Sale ibne Sale era uma vassalo merínida cujos domínios originais incluíam a costa do Norte, incluindo Arzila, Tânger e Ceuta). Sob as suas ordens tinha um exército de 7 000 homens, incluindo um contingente de "artilheiros de fogo" (antigos mosqueteiros) oriundos do Reino Nacérida de Granada.
Na capital merínida, Fez, o impopular vizir Abu Zacaria Iáia Aluatassi (chamado de Lazeraque pelos cronistas portugueses) e regente em nome do sultão ainda criança Abdalaque II (chamado Abdelac nas crónicas portuguesas), lançou o apelo à unidade nacional e guerra santa para expulsar os invasores portugueses. Apesar de tudo, durante os quinze anos anteriores, Marrocos encontrava-se dividido entre pequenos estados autónomos governados por governadores ricos de cada região, pagando cada um apenas um tributo simbólico (se algum) ao sultanato merínida de Fez. De qualquer forma, a resposta ao apelo de Abu Zacaria foi positiva. Tropas de todos os cantos de Marrocos reuniram-se colocando-se à disposição do sultanato merínida, reforçando as defesas de Tânger e a expulsar os invasores infiéis.

## O cerco português a Tânger

### Marcha terrestre a partir de Ceuta
A frota de D. Henrique que partira de Lisboa chegou a Ceuta a 27 de Agosto de 1437, onde foram recebidos pelo capitão e governador D. Pedro de Meneses, conde de Vila Real, enquanto que a frota procedente do Porto chefiada por D. Fernando conde de Arraiolos havia chegado mesmo antes. Foi efetuada uma revisão às tropas e ordens atribuídas. Em vez de esperarem por novos desembarques de reforços que haviam, por motivos diversos, ficado para trás, Henrique estava determinado a prosseguir com as que dispunha.

O plano original era provavelmente de seguir pela costa e tomar Alcácer-Ceguer, depois Tânger e finalmente Arzila, por esta ordem. Mas tal intenção foi imediatamente posta de lado. Uma força de reconhecimento enviada para inspecionar a estrada para Alcácer Ceguer encontrou enorme resistência nas passagens de montanha conduzindo à cidade. Como resultado, D. Henrique e o seu concelho de guerra decidiram passar à frente e deixar Alcácer Ceguer para trás, decidindo-se por conduzir a força diretamente para Tânger. O exército foi dividido, uma parte iria embarcado com o Infante D. Fernando, enquanto que o grosso marcharia por terra, sob o comando pessoal de D. Henrique. A coluna do exército que se movimentava por terra foi sujeita a um caminho que contornava as principais formações montanhosas, seguindo primeiro para sul, através das ruínas de Tetuão, e finalmente através das montanhas em direcção a Tânger.

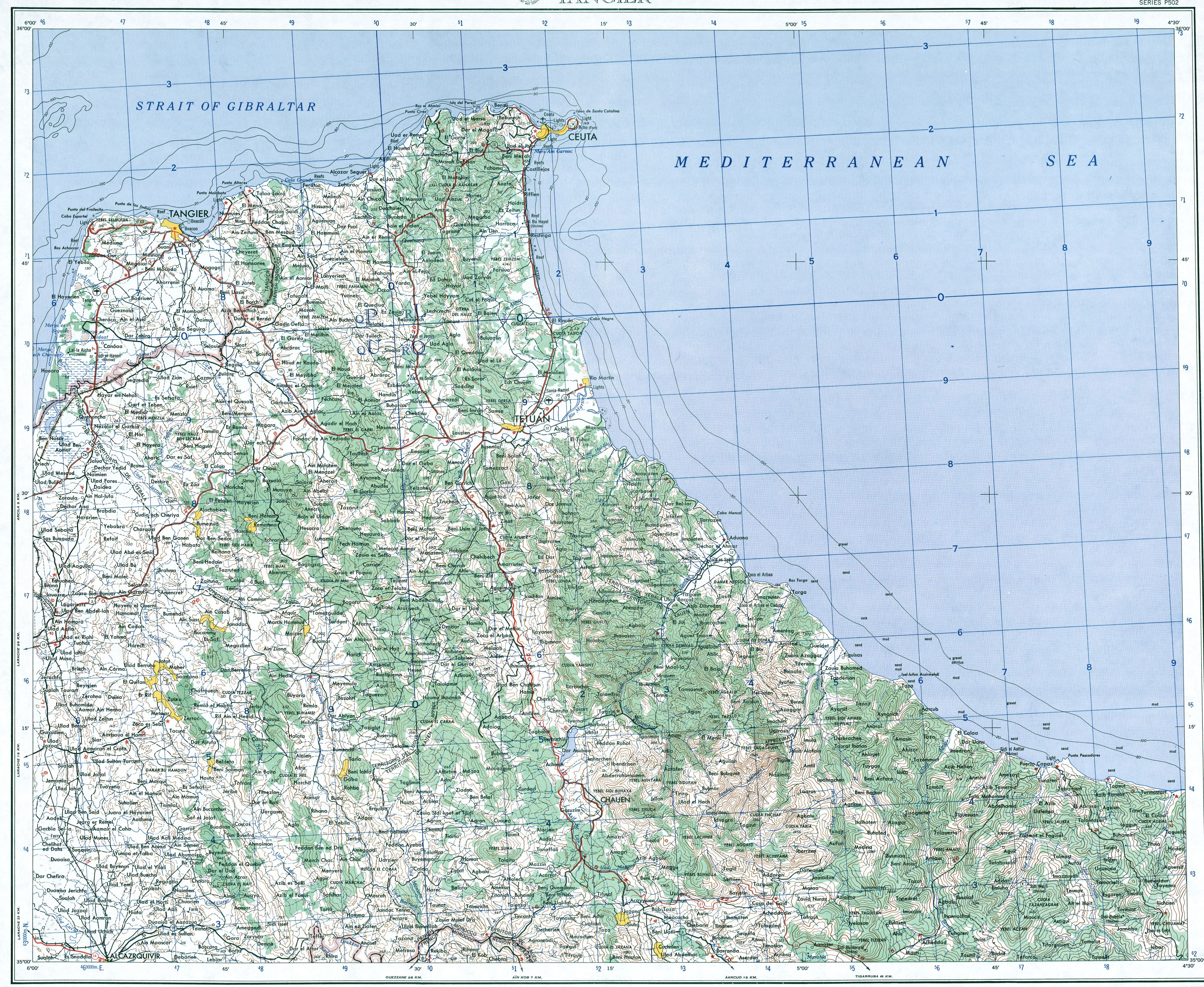
Mapa do relevo da região entre Tânger e Ceuta (datado de 1954)

A coluna do exército chefiada por D. Henrique deixou Ceuta a 9 de Setembro em passo de marcha. A vanguarda era liderada pelo conde de Arraiolos. A ala direita era comandada por Fernando de Castro, mestre da casa do Infante D. Henrique e a esquerda pelo seu homónimo e parente D. Fernando de Castro 'o cegonho'. Henrique dirigia o centro da coluna. Duarte de Meneses transportava o estandarte real no lugar de seu pai (o governador Pedro de Meneses, que era suposto ser o alferes-mor - o oficial encarregue de transportar o estandarte do reino, tinha no entanto adoecido, de forma que teve de ficar para trás) . O estandarte pessoal de D. Henrique era transportado Rui de Mello da Cunha . Para inspirar o exército, diversas faixas foram usados apresentando as imagens da Virgem Maria, Jesus como cruzado, e o falecido rei João I e o recém beatificado e antigo Condestável Nuno Álvares Pereira . O embaixador do papa D.Álvaro de Abreu, Bispo de Évora, transportava uma porção da Vera Cruz , cedida pelo papa Eugénio IV de propósito para a expedição.
A coluna do exército que empreendia a rota terrestre não sofreu incidentes significativos, chegando aos arrabaldes de Tânger no dia 13 de Setembro. O conde de Arraiolos havia desembarcado numa praia próxima (atualmente Punta de los Judios). De acordo com os testemunhos de Frei João Álvares, D. Henrique lançou o primeiro ataque a Tânger no mesmo dia da sua chegada. Mas Ruy de Pina refere que o mesmo não teve lugar senão apenas uma semana mais tarde. (Para os propósitos deste artigo, as datas e eventos usados foram os relatados de acordo com Pina. A cronologia alternativa de Frei Álvares irá ser exposta depois.)
Assim, de acordo com Pina, os portugueses levaram cerca de uma semana levantado um campo fortificado numa colina a oeste de Tânger. Numa decisão que mais tarde se haveria de revelar como fatal, Henrique ordenou que a paliçada protegendo o acampamento de cerco português devia rodear o mesmo no seu todo.Tal ia contra os conselhos do rei D. Duarte de que a paliçada deveria estender-se até à praia, de forma a oferecer aos portugueses proteção em caso de retirada ou acesso à frota de desembarque. Mas dada a impopularidade da expedição, Henrique calculou que era necessário privar os soldados portugueses relutantes da tentação de retirada fácil para a frota.
Antes da partida, o rei D. Duarte havia dado igualmente ao irmão D. Henrique instruções explícitas de assegurar a tomada da cidade logo na primeira semana, e que se tal não se tivesse concretizado, a força expedicionária devia levantar arraiais e retirar para invernar em Ceuta, aguardando pela Primavera por ordens futuras. Estas ordens foram provavelmente dadas de acordo com as notícias de que estavam decorrendo mobilização dos exércitos em Marrocos, sabendo que a força expedicionária portuguesa seria incapaz de derrotar o exército marroquino em caso de ataque. Havia também preocupações relativamente ao agravar das condições meteorológicas no estreito de Gibraltar nesta época do ano. D. Henrique ignorou todas estas recomendações.

### Primeiro ataque português (20 de Setembro)
A 20 de Setembro (de acordo com Ruy de Pina), D. Henrique ordenou finalmente o primeiro ataque à cidade, atacando em cinco pontos as suas muralhas, Henrique liderou pessoalmente um dos grupos de assalto. Mas falhou rapidamente - as escadas de assalto eram poucas, e revelaram-se como demasiado pequenas para atingir o alto das muralhas. Os assaltantes tiveram de se retirar. Ao todo as baixas portuguesas neste primeiro assalto foram de 20 mortos com 500 feridos.
A artilharia também mostrou ser demasiado fraca para provocar dano. Ao princípio do assalto, Henrique ordenou que um grande canhão e munições fossem enviados de Ceuta. Levaria pelo menos uma semana antes que chegassem, queimando o escasso tempo precioso que restava.
De regresso a Ceuta, a doença do governador Pedro de Meneses levou a que as coisas se agravassem. Com a permissão de Henrique, Duarte de Meneses regressou para receber as últimas bênçãos de seu pai no leito de morte vindo a falecer a 22 de Setembro. Foi provavelmente Duarte de Meneses quem quem organizou a entrega da artilharia e munições em Tânger, estando de volta ao campo de batalha pouco tempo depois.

### Primeira resposta marroquina (30 de Setembro)
Logo a seguir ao primeiro, o primeiro exército de defesa mouro chegou a Tânger. Um de 300 cavaleiros portugueses de elite foram enviados para os intercetar, tendo como resultado pesadas baixas. Alguns cinquenta cavaleiros foram mortos, e poucos conseguiram escapar com vida. A morte de vários elementos da nobreza causou grande consternação junto das hostes portuguesas.
A 30 de Setembro, um grande exército mouro apareceu nas colinas de Tânger. Os cronistas portugueses, provavelmente com exagero, afirmam que era composto de 10 000 cavaleiros e 90 000 elementos de infantaria. Henrique moveu o seu exército para o lado de uma das colinas, dispondo-se aberto para a batalha, mas os mouros conseguiram manter a sua posição no vale. Após três horas sem quaisquer movimentos, D. Henrique ordenou às suas hostes que atacassem os mouros para forçar a batalha, mas os mouros limitaram-se a retirar para as colinas, de forma de forma a poderem conservar a vantagem do terreno mais elevado. Vendo a sua retirada, D. Henrique ordenou ao seu exército que parasse e regressassem ao acampamento. Durante o dia seguinte (1 de Outubro) os mesmos eventos tiveram lugar, com resultados semelhantes.
A 3 de Outubro, no entanto o decorrer dos eventos foi alterado ligeiramente: o exército mouro começou a marchar na direção da frente das linhas de cerco. Henrique colocou as suas tropas imediatamente dispostas em duas linhas separadas. Os mouros então repentinamente pararam. Henrique tomou a iniciativa e enviou a sua ala esquerda, sob o comando de Álvaro Vaz de Almada e Duarte de Meneses, para tomar posição nos flancos do exército mouro, e ordenou que a primeira linha avançasse. Vendo a manobra dos flancos, os mouros bateram em retirada. Nesse mesmo momento, a guarnição de defesa de Tânger aproveitou a distração portuguesa para lançar um ataque de surpresa ao acampamento de cerco português, o qual tinha ficado para trás, comandado por Diogo Lopes de Sousa. Claramente, os mouros esperaram que a primeira linha do exército de Henrique voltaria atrás para salvar o acampamento, mas as forças de Diogo de Sousa foram suficientes para repelir o ataque da defesa moura de Tânger. Regressando às posições iniciais com as linhas portuguesas em vantagem, os mouros quebraram a formação e aguardaram pelo dia seguinte.
Os portugueses consideraram o encontro como uma vitória. Vários soldados afirmaram que viram uma cruz branca aparecer no céu ao fim da tarde desse dia.

### Segundo ataque português (5 de Outubro)
Com a moral restaurada, os portugueses decidiram prosseguir com um novo assalto à cidade. As escadas foram melhoradas, e uma nova torre de cerco foi construída com os dois canhões enviados de Ceuta a causar finalmente grandes estragos nas portas e muralhas da cidade. A 5 de Outubro ordenou o segundo assalto. D. Henrique mais uma vez comandou a força de ataque pessoalmente, deixando o resto das tropas sob a liderança do irmão Infante D. Fernando, Fernando Conde de Arraiolos e o Bispo Álvaro de Évora, para defender os flancos e anular as investidas do exército mouro de contra-ataque. Mas o segundo assalto falhou da mesma maneira como o primeiro. Os defensores da cidade dirigiram-se aos pontos críticos, respondendo com pesadas cargas e flechas incendiárias.Os assaltantes portugueses foram impedidos de atingir as cimo das muralhas (apenas uma escada conseguiu tocá-las, a qual foi imediatamente destruída).

## O volte-face dos marroquinos

### Segunda investida de contra-ataque (9 de Outubro)
A 9 de Outubro, Henrique encontrava-se preparando para o terceiro assalto quando recebeu informações de que um novo exército mouro de grandes dimensões - relatado (com óbvio exagero) - de dimensão de 60 000 cavaleiros e 700 000 infantes.
O enorme exército era liderado pelo próprio Abu Zacaria Iáia Aluatassi (Lazeraque), vizir do sultão merínida Abdalaque II de Fez (alguns cronistas sugerem que também estaria presente). Os cronistas relatam este exército era composto de "muitos reis" (Fez, Marraquexe, Sijilmassa, Velez, etc.). A campanha de defesa de Tânger foi a primeira desde 1419 de um exército marroquino unificado sob uma única causa.
O Infante D. Henrique percebeu que os portugueses estavam completamente em desvantagem, e que o cerco estava perdido e o melhor que poderia fazer era planear uma retirada ordenada em direção à frota de desembarque. Todos os marinheiros foi-lhes ordenado que levantassem vela, enquanto o exército estava-se preparando de forma ordenada para defender a retirada da força de assalto de volta para as linhas do campo de cerco. Ao Marechal Coutinho foi-lhe dado o comando da artilharia e ao almirante Almada tomar conta da Infantaria, enquanto D. Henrique trataria da cavalaria.
O exército mouro não parou mas atacou imediatamente. O postos avançados portugueses foram rapidamente dominados e o cerco levantado. Os mouros então atacaram as forças portuguesas. As baterias de artilharia foram rapidamente tomadas e destruídas. Os mouros então decidiram fazer frente à cavalaria liderada pelo Infante D. Henrique - a qual rapidamente se quebrou e retirou de imediato para o acampamento de cerco. O próprio cavalo do Infante foi morto enquanto o Infante o montava, impedindo-o de prosseguir na sua função de supervisionar a retirada. Conta-se que D. Henrique ficou sozinho desmontado durante algum tempo, cercado pela cavalaria moura, e salvo pelo heroísmo e sacrifício pessoal de Fernão Álvares Cabral e um grupo de companheiros que investiram com o claro intento de salvar o infante.
A retirada terminou imediatamente em desastre quando cerca de mil soldados portugueses, entre eles alguns nobres, abandonaram as linhas de cerco e fugiram em pânico diretamente para a praia para entrar nos navios. Foi apenas graça à luta furiosa dos portugueses que ficaram na paliçada que o exército mouro não tomou conta do acampamento nesse mesmo dia. A batalha estava terminada ao fim da tarde. O exército mouro cercou e acampou rodeando completamente o acampamento português.

### Saque do acampamento português
Durante a noite, os portugueses que montavam o cerco - agora por sua vez cercados - trataram de reparar e reforçar as defesas do acampamento. No dia seguinte, os mouros lançaram outro assalto ao acampamento, mas foram repelidos após combates duros que duraram vinte e quatro horas.
O cronista Frei João Álvares relata que nesta altura, a força expedicionária portuguesa era composta apenas de 3 000 homens, implicando que dos 7 000 iniciais que tinham chegado a Tânger, por volta de 4 000 teriam morrido ou desertado por aquela altura.
O acampamento português foi de certeza deixado numa situação desesperada, com apenas um dia ou pouco mais de mantimentos. Quando estes se esgotaram, Henrique decidiu-se por uma operação noturna para romper as linhas mouras de forma a desimpedir o caminho para a praia onde os navios se encontravam fundeados. Mas a operação foi detetada mesmo antes de começar (Pina relata que tal resultou de um ato de traição do próprio capelão de D. Henrique, Martim Vieira, que desertou para o inimigo). Os mouros reforçaram as suas posições guardando os caminhos para a praia, cortando qualquer esperança de escapatória do exército português.

### Tréguas e Negociações (12 de Outubro)
O que aconteceu de seguida está envolto em bastante mais polémica. O cronista Ruy de Pina relata que a 12 de Outubro, após terem sofrido muitas baixas, Abu Zacaria decidiu terminar com os assaltos ao acampamento português e decidiu estabelecer comunicação com os defensores portugueses, oferecendo paz em troca da devolução de Ceuta. Mas Frei João Álvares contradiz esta asserção, relatando pelo contrário que foram os portugueses que iniciaram as conversações de paz através de emissários secretos desde o primeiro dia. Álvares relata que esta oferta não causou qualquer reação por parte dos marroquinos em primeiro lugar. É verdade que os assaltos foram suspensos a 11 de Outubro, que por acaso era uma sexta-feira, dia de semana sagrado para os muçulmanos (jumu'ah). Foi apenas durante este interlúdio nas hostilidades que Abu Zacaria terá decidido considerar a oferta portuguesa, com as tréguas a terem início no dia seguinte, Sábado, dia 12 de Outubro.
As conversações foram conduzidas pessoalmente pelo emissário português Rui Gomes da Silva, alcaide de Campo Maior, e do lado dos marroquinos, por Sale ibne Sale, emir de Tânger. Ocorreu muita discussão sob os termos a propor. Pina sugere que alguns dos líderes militares marroquinos, discordando que negociações estariam a decorrer sem o seu apoio, decidiram rejeitar as tréguas. Os renegados lançaram um novo assalto ao acampamento português nesse Sábado que durou um total de sete horas.
Após esse ataque, D. Henrique deu conta da situação desesperada que se vivia no acampamento português. Os homens estavam famintos, e cavalos e animais de carga serviam para suprir as necessidades de alimento. A sede começou também a fazer-se sentir, e o acampamento continha um único e pequeno poço, apenas o suficiente para satisfazer cem homens num dia.  Com tantos feridos e o exército enfraquecido, D. Henrique não tinha homens suficientes para garantir a fortificação do que restava da paliçada que cercava o acampamento. Com a permissão tácita dos líderes marroquinos, numa operação que teve lugar durante a manhã de Sábado, D. Henrique e os seus homens reduziram a circunferência do seu acampamento, reposicionando-o ao mesmo tempo mais próxima da praia, permitindo aos portugueses defenderem-se de forma mais efetiva contra escaramuças conduzidas por renegados. Não ocorreram mais assaltos ao acampamento português. As tréguas foram respeitadas a partir de 13 de Setembro em diante.

### Tratado de paz (16 e 17 de Outubro)
As conversações foram finalmente concluídas em 16 de Outubro de 1437 e assinadas no dia seguinte (17 de Outubro) pelo Infante D. Henrique e Sale ibne Sale. Os marroquinos permitiriam que o exército português se retirasse por mar com a armada naval de transporte incólume, mas teriam de abandonar todo o armamento, desde artilharia, bagagens, tendas, e cavalos. Ao exército foi permitido que regressasse de mãos vazias, apenas com as roupas que envergavam. Mais importante que o resto, D. Henrique comprometeu-se a devolver Ceuta aos merínidas – e retirar a guarnição portuguesa e libertar todos os prisioneiros marroquinos que ainda estariam na praça-forte. Além disso, teve de concordar com cem anos de paz entre Portugal e Marrocos, nestes incluindo os restantes estados muçulmanos no norte de África.
Para assegurar a evacuação segura dos soldados portugueses nos seus navios, ocorreu uma troca de reféns - com o governador de Tânger Sale ibne Sale a entregar o seu próprio filho aos portugueses, de troca por um grupo de quatro nobres portugueses feitos reféns (identificados como Pedro de Ataíde, João Gomes de Avelar, Aires da Cunha e Gomes da Cunha). Como medida de segurança de que os termos de acordo fossem cumpridos na sua plenitude, o próprio irmão de D. Henrique, Fernando o Infante Santo, era suposto permanecer em Marrocos, como prisioneiro de Sale ibne Sale, até que Ceuta fosse devolvida. Pina afirma que D. Henrique recusou essa condição, oferecendo-se pessoalmente para tomar o lugar do irmão, mas os restantes membros do grupo de conversações não o permitiu.  Após ser entregue a Sale ibne Sale, o nobre cativo Fernando o Infante Santo e um pequeno grupo de servos, o qual incluía o secretário Frei João Álvares, foi imediatamente levado para Arzila pela guarda de Sale ibne Sale.
Cronistas portugueses referem que mesmo nos momentos finais, aquando do embarque dos sobreviventes nos barcos portugueses que retiravam, alguns marroquinos renegados atacaram os portugueses - matando um total de mais quarenta homens. Mas a escaramuça terá sido provavelmente o resultado da reação a provocações de soldados portugueses, tentando, contra a letra do acordo, levar às escondidas algum dos seu armamento consigo. De qualquer forma, esta escaramuça na praia serviu de razão para terem sido os marroquinos a não honrarem os termos do acordo em primeiro lugar, tornando-o carente de efeito.
A 19 de Outubro, as tropas encontraram-se finalmente embarcadas e foi dada ordem para içar velas. Diz-se que a honra de ser o último homem a deixar a praia foi disputada entre o comandante Álvaro Vaz de Almada e o marechal Vasco Fernandes Coutinho. Após o embarque ter partido, D. Henrique decidiu não libertar o filho de Sale ibne Sale (como estava acordado). Como resultado, Sale ibne Sale também manteve consigo os quatro nobre portugueses reféns, enviando-os para Arzila.
Ao todo, a tentativa de tomada de Tânger terá levado 37 dias – 25 dos quais foram os portugueses na vanguarda cercando a cidade, com os restantes 12 a serem ocupados pela reação marroquina com o assalto ao acampamento português. Afirma-se que entre os portugueses ocorreram 500 baixas Do lado marroquino, o volume das baixas é desconhecido.

## Versão alternativa
A versão alternativa dos eventos proposta acima segue a que foi descrita pelo cronista real Ruy de Pina. No entanto, Frei João Álvares, que foi uma testemunha direta dos eventos, coloca as datas e os eventos num calendário algo diferente. Álvares descreve que Tânger foi atacada pelos portugueses logo no primeiro dia em que a força expedicionária chegou à cidade (13 de Setembro) , e que o segundo assalto teve lugar no par de dias seguinte (14 e 15). O primeiro ataque pelo exército de reação mouro teve lugar a 16, seguido por outro no dia seguinte (17), antes que o grosso do exército maior tivesse chegado no vale, e a guarnição moura de Tânger tivesse saído das muralhas em contra-ataque (19 de Setembro). Álvares descreve que o terceiro assalto falhado (para Pina, é o segundo) em Tânger a 20 de Setembro. A chegada do exército de Abu Zacaria e o volte-face na batalha ocorre a 25 de Setembro. O segundo assalto mouro ao acampamento de cerco português tem lugar a 26 de Setembro, e os primeiros emissários são enviados pelos portugueses ao campo dos marroquinos logo a seguir. O assalto de sete horas é atribuído como tendo ocorrido a 28 de Setembro, que coincide com o início das conversações. Mais dois assaltos mouros (1 e 3 de Outubro) são apontados, antes que as tréguas sejam finalmente respeitadas. A conclusão do acordo e a troca de prisioneiros ocorre a 16 de Outubro e a assinatura do tratado a 17.
É de dar relevo de que ambos os cronistas parecem concordar que uma semana decorreu entre a chegada do exército de Abu Zacaria e o início das tréguas e das conversações. Onde Álvares difere muito significativamente é na ideia de que as conversações ainda se prolongaram por mais duas semanas. A não ser que os marroquinos tenham permitido o reabastecimento de mantimentos no acampamento português durante esse tempo, as condições de subsistência no dito acampamento ao fim desse tempo deve ter sido bastante precárias.

## Rescaldo
O Infante D. Henrique não regressou a Lisboa para se apresentar perante o irmão, o rei D. Duarte, preferindo navegar diretamente para Ceuta. D. Henrique atribuiu a D. Fernando de Castro a tarefa de levar os seus exércitos de volta a Portugal e dar a nova do resultado da expedição e da sua derrota. Uma vez em Ceuta, D. Henrique retirou-se dos olhares durante várias semanas, encerrando-se em clausura voluntária – sinal evidente de que sofria de depressão profunda. O novo governador português de Ceuta, Fernando de Noronha, que havia sido apontado como sucessor para suceder ao sogro, o recém-falecido Pedro de Meneses, chegou a Ceuta por volta desta altura. Suponha-se que se possa ter mostrado surpreso em ouvir de que um tratado havia sido assinado que previa a evacuação da guarnição e a devolução da praça-forte africana, ainda mal havia assumido as funções.
As notícias da derrota rapidamente chegaram ao país. Ainda um pouco antes disso, algures durante o mês de Setembro, o Infante D. João, condestável de Portugal, havia viajado para a província sul do Algarve para reunir mais tropas e organizar o envio de mais reforços e mantimentos para o irmão em Tânger. Encontrando-se no sul, D. João esteve entre os primeiros portugueses a saber do volte-face em Tânger, e do cerco ao acampamento português. O Infante D. João imediatamente zarpou para África com toda a sua frota, soldados e mantimentos que tinha ao seu dispôr. No entanto, fortes ventos contrários impediram a armada de D. João de atingir as costas de Tânger. Depois, sabendo do fim dos combates e do armistício assinado , D. João mudou de destino e dirigiu-se a caminho de Arzila. Lá, D. João entrou em negociações frenéticos com os representantes de Sale ibne Sale, na esperança de que conseguisse a libertação do seu irmão D. Fernando, mas sem resultados. D. João regressou a Portugal de mãos vazias.
O Rei D. Duarte recebeu as notícias da tragédia a 19 de Outubro, na sua residência de Santarém. O Infante D. Pedro, então de passagem por Lisboa, recebeu as notícias mais ao menos na mesma altura, e imediatamente teve a ideia de reunir uma frota para resgatar os irmãos. Mas D. Pedro encontrava-se ainda em Lisboa quando os primeiros navios da armada de retirada começaram a chegar à capital com a notícia da capitulação portuguesa e do tratado.
Após o choque inicial, a questão do que fazer a seguir foi colocada imediatamente em questão. O dilema sob o que fazer havia de se tornar o maior problema de sempre com que a Ínclita Geração haveria de lidar. Os infantes vitoriosos em Ceuta haviam sido armados cavaleiros pelo pai Rei D. João I em consequência do feito. E agora tudo o que haviam alcançado e a glória recebida havia sido desfeita pelos últimos acontecimentos. Os Infantes D. Pedro e D. João, que haviam sempre argumentado a favor de abandonar Ceuta, não tinham quaisquer dúvidas sob o que fazer: cumprir o tratado e entregar Ceuta. O Rei D. Duarte tinha poderes suficientes para dar essa ordem, mas foi vencido pela indecisão.
Após um silêncio prolongado, D. Henrique deu finalmente notícias numa carta enviada de Ceuta para o irmão o Rei, argumentando contra o cumprimento do tratado que ele própria havia assinado. D. Henrique notou que as escaramuças na praia durante o embarque da retirada era sinal de que o acordo havia sido desrespeitado pelos mouros, e propôs ao invés que deveriam trocar o filho de Sale ibne Sale (ainda prisioneiro de D. Henrique) pelo irmão Infante D. Fernando. Mas D. Duarte recebeu ao mesmo tempo uma carta do próprio Infante D. Fernando, ainda cativo na mesma altura, relatando de que os líderes marroquinos não aceitaram nada que fosse menos do que a devolução de Ceuta, e que questionavam a razão da demora da entrega da cidade. É claro das cartas, contrariamente às lendas que se criaram posteriormente (propaladas por D. Henrique, que D. Fernando não buscava o destino de um mártir, mas que esperava que a parte portuguesa do tratado fosse cumprida, esperando ser libertado dentro em breve.)

### Cortes de Leiria
Indeciso sob o que fazer, o rei D. Duarte convocou Cortes para Leiria em Janeiro de 1438 para conselho a respeito de como proceder. O Infante D. Henrique não compareceu à convocatória, permanecendo em Ceuta.
As Cortes de Leiria tiveram abertura a 25 de Janeiro. Antes do seu início, D. Duarte (através de uma porta-voz) culpou abertamente D. Henrique por ter ignorado as instruções militares ordenadas pelo rei para o ataque a Tânger.  Mas não havia forma de dar a volta ao facto de que tinha sido o próprio rei a autorizar a expedição, contra o conselho de outras partes, incluindo as próprias Cortes. Uma carta do Infante D. Fernando foi lida nas Cortes. Nela, o Infante perguntava o que estava a acontecer para tardar para que o tratado fosse cumprido por parte de Portugal, expressando o desejo de ser libertado e relembrando de que Ceuta tinha pouca utilidade para Portugal. Uma vez mais, os Infantes D. Pedro e D. João, que se haviam oposto à expedição desde o início, manifestaram perante as Cortes a necessidade do tratado ser ratificado por Portugal e ser imediatamente entregue Ceuta. Os membros do Clero concordaram – embora o arcebispo de Braga acrescentasse de que o aval do Papa devia ser de levar em conta para uma decisão final. A maior parte dos representantes dos concelhos também concordaram, com exceção dos representantes das maiores cidades comerciais como Lisboa, Porto e Lagos, que sentiam que a libertação do Infante cativo era uma recompensa pequena para a importância de Ceuta, e sugeriram de que o tratado devesse ser renegociado. Finalmente, foi a alta nobreza que fez com que a proposta da devolução de Ceuta fosse colocada completamente de lado. Liderados pelo conde de Arraiolos, que havia liderado o séquito dos nobres em Tânger (mas que antes se tinha oposto à expedição), os nobres opuseram-se aos termos do tratado. D. Fernando, Conde de Arraiolos argumentou fervorosamente de que renegar o tratado não era uma desonra, uma vez que tinha sido assinado debaixo de coerção. As Cortes terminaram sem haver uma decisão final a ser tomada.
Em Junho, incapaz de continuar a ignorar as constantes convocatórias do irmão, o Infante D. Henrique deixa finalmente Ceuta e regressa a Portugal, embora tivesse expressado o desejo de não comparecer em Évora perante as hostes do rei em público em Évora. O Rei D. Duarte acedeu a encontrar-se de forma privada em Portel. Terá sido provavelmente lá que a decisão de manter Ceuta foi definitivamente tomada. D. Henrique propôs alternativas para conseguir a libertação do Infante D. Fernando - resgate por dinheiro, convencer Castela e Aragão a aliaram-se a Portugal numa libertação em massa de prisioneiros muçulmanos, juntar um novo exército e invadir novamente Marrocos, etc. D. Henrique propôs um sem-número de maneiras para tentar a libertação o irmão cativo, mas entregar Ceuta não se encontrava em nenhuma delas.
Em Maio de 1438, contando seis meses de prisão do Infante D. Fernando, Abu Zacaria Iáia Aluatassi, vizir do palácio merínida em Fez, decidiu tomar pessoalmente a custódia do Infante, retirando-o da custódia de Sale ibne Sale, ordenando que o D. Fernando fosse transferido dos seus aposentos confortáveis em Arzila para uma cela normal em Fez. Lá, o estatuto do Infante prisioneiro passou a ser o de um prisioneiro vulgar, sendo sujeito a humilhações e torturas constantes pelos seus captores, sendo mantido em correntes por longos períodos. De acordo com o cronista Frei João Álvares (que se manteve na sua companhia), o Infante suportou os castigos com resistência estoica.

### Missão de Fernando de Castro, 1440–41
O rei D. Duarte morreu em Agosto de 1438 (de peste, ao que afirmaram os seus médicos, de coração destroçado pelo destino sem apelo do seu irmão Infante D. Fernando, dizia o povo). A morte prematura de D. Duarte esteve na origem de um conflito interno em Portugal a respeito da regência do seu jovem filho e sucessor, o novo rei ainda menor D. Afonso V, e os assuntos do reino esquecidos. No final, o conflito foi resolvido a favor do Infante D. Pedro, que se tornou regente finalmente em 1439.
O cumprimento do tratado esteve entre as primeiras medidas do novo regente. D. Pedro enviou dois emissários, Martim Távora e Gomes Eanes, a Arzila para negociar as questões da entrega de Ceuta pela libertação do D. Fernando. Teoricamente, D. Fernando era refém de Sale ibne Sale, mesmo tendo em conta que estava preso em Fez, sob custódia de Abu Zacaria. Sale tinha morrido recentemente e o seu irmão (a que as crónicas chama Muley Buquer – Abu Bakr?) sucedeu-lhe como governo de Tânger e Arzila ( o filho de Sale ainda se encontrava prisioneiro dos portugueses). Foi este 'Muley Buquer' que delineou as condições iniciais para a troca – primeiro o governador português Fernando de Noronha teria de ser destituído ( a sua reputação era tal que os marroquinos sentiram que ele faria tudo para se opôr à troca), e apenas após o cumprimento dessa premissa, Muley Buquer faria o pedido a Abu Zacaria de transferir D. Fernando de Fez de volta para Arzila. Como se iria proceder após esta parte no entanto não permanecia claro, mas provavelmente a troca iria ser cumprida.
Após receber o relatório, D. Pedro nomeou D. Fernando de Castro (o chefe da casa do Infante D. Henrique e diplomata experiente) como encarregado da operação. Em Abril de 1440 (noutras fontes datado de 1441). Fernando de Castro enviou a sua frota para Ceuta, para tomar a cidade e destituir o governador Fernando de Noronha, e dar início à evacuação da guarnição portuguesa preparando-se para a devolução da cidade, consoante acordado, aos merínidas. Entretanto, os embaixadores Martim de Távora e Gomes Eanes eram suposto regressar a Arzila para receber o Infante D. Fernando quando este fosse libertado pelos seus captores.
A operação teve início de forma nada discreta. A frota largou-se ao mar em estilo de celebração - o ambicioso Fernando de Castro fantasiou abertamente que o Infante D. Fernando, ao ser liberto iria concordar em casar com a sua filha no lugar de libertação, transportando desta forma na frota com riquezas e adereços, equipando os navios com banquetes finos, um conjunto de notáveis, e uma guarda pessoal de 1 200 homens. Mas a caminho do destino, perto do Cabo de São Vicente, a frota portuguesa caiu numa emboscada de piratas genoveses. O barco principal da frota foi abordado e Fernando de Castro assassinado, antes que os outros barcos o pudessem socorrer. Os piratas dispersaram (havendo suspeitas de que Fernando de Noronha tivesse conspirado directamente com os piratas de forma a abortar a missão de Fernando de Castro que não podem ser postas de lado) D. Pedro encarregou então o filho do assassinado Fernando de Castro, Álvaro de Castro, para tomar o encargo da missão e completá-la.
Entretanto, Martim Távora e Gomes Eanes chegaram a Arzila, consoante o estabelecido. A morte de Fernando de Castro provocou confusão entre os portugueses, mas a partir do momento de que Fernando de Noronha fosse destituído oficialmente, o pedido de transferência devia ser entregue por Mulei Buquer em Fez. Os dois emissários portugueses enviaram o seu próprio representante, um judeu português conhecido apenas por 'Mestre José', para acompanhar Muley Buquer e eventualmente escoltar D. Fernando de volta para Arzila. Chegando a Fez em Maio, os emissários compareceram perante o vizir Abu Zacaria com cartas seladas de D. Pedro confirmando a destituição de Fernando de Noronha, acompanhada de uma cópia das instruções régias de que Álvaro de Castro devia cumprir no sentido de evacuar Ceuta. Mas Abu Zacaria negou a satisfazer o pedido. Em vez disso, o vizir respondeu que D. Fernando iria permanecer em Fez e que seria ele pessoalmente a tratar da troca uma vez que tivesse a certeza que Ceuta havia sido evacuada. O que se passou de seguida continua envolto em mistério. Mestre José foi acusado ( e confessado) de que faria parte de um golpe para ajudar a que D. Fernando escapasse, sendo o próprio emissário português preso e fechado numa cela. A detenção de Mestre José (que durou até Setembro) deu tempo a que Abu Zacaria reunisse um exército marroquino destinado servir de apoio a uma marcha triunfal sobre Ceuta, pretendendo que a guarnição da cidadela fosse evacuada rapidamente. O vizir assim procedeu, levando D. Fernando consigo, prometendo-o entregá-lo logo que tomasse posse da cidade. Mestre José foi libertado e enviado de volta a Arzila para transmitir a mudança de planos do vizir a Martim de Távora e Gomes Eanes. Não é certo o que o emissário terá relatado relativamente às intenções de Abu Zacaria, mas os embaixadores portugueses rejeitaram a proposta, argumentando de que não estavam dispostos a "abrir mão de Ceuta por promessas em papel", e que precisavam de estar certos relativamente ao paradeiro e estado físico do próprio Infante D. Fernando. Ficando a situação num impasse, Abu Zacaria desistiu da marcha para tomar posse de Ceuta. (Relatórios de exércitos marroquinos em marcha para Ceuta causaram frisson em Portugal, onde houve receios de que Abu Zacaria estivesse a tentar tomar Ceuta pela força). Em fins de 1440, um exército português foi enviado de urgência para reforças as defesas da cidadela. Não é claro se tal exército tenha realmente atingido Ceuta, uma vez que se tivesse realmente chegado, o desembarque de reforços iria enviar sinais ambíguos a respeito das reais intenções portuguesas relativamente a Ceuta.
As negociações continuaram, desta vez desenvolvendo-se a respeito de potencial troca de reféns e garantias materiais para sustentar promessas verbais. Mas havia pouca confiança entre as partes. O facto de os portugueses não terem cumprido a sua parte imediatamente em 1437, e o falhanço do Infante D. Henrique em devolver o filho de Sale ibne Sale logo a seguir à evacuação da praia, essencialmente punham em causa quaisquer novas propostas portuguesas. Abu Zacaria sabia que D. Fernando era a sua única cartada negocial, e de que ele era a única razão pela qual os embaixadores portugueses lá se encontravam (o que era difícil de desmentir). Abu Zacaria não desejava e não podia de maneira alguma, libertar o infante D. Fernando antes que tivesse a certeza absoluta que Ceuta estaria segura na sua posse. Por outro lado, já em Ceuta, o jovem e inexperiente Álvaro de Castro, rodeado de capitães suspeitos e soldados veteranos, simplesmente não foi capaz de levar a cabo a tarefa de entregar a cidade de volta aos merínidas por nada menos que fosse o Infante D. Fernando.
Nos fins de Outubro e princípios de Novembro, o sultão nacérida Maomé IX de Granada apareceu em cena e ofereceu-se para quebrar o impasse. Avançou com a proposta de que D. Fernando fosse libertado sob custódia de um grupo de mercadores genoveses, debaixo da promessa solene de que os genoveses não entregariam D. Fernando aos portugueses enquanto a evacuação de Ceuta não estivesse confirmada. Os portugueses não deram uma resposta imediata à proposta do sultão granadino, e o aparecimento de uma vaga de peste em Marrocos fez com que a matéria fosse adiada ainda por mais tempo. Três dos nobres que tinham sido capturados na praia permaneciam cativos em Arzila, (separados de D. Fernando que tinha sido transferido para Fez) e que eram João Gomes de Avelar, Pedro de Ataíde e Aires da Cunha, morreram de peste por esta altura. Em Setembro, as notícias dando conta da rejeição da proposta do Sultão de Granada chegaram a Fez e D. Fernando foi uma vez mais posto a ferros.

### Morte do Infante D. Fernando
Quaisquer que fossem as esperanças que ainda sobrevivessem para uma solução pacífica, estas terminaram em Março de 1442. De acordo com Álvares, naquele mês, um certo nobre marroquino (identificado por Álvares como Faquyamar, um tutor do príncipe merínida) foi preso pelos homens de Abu Zacaria, por terem sido encontradas na sua posse algumas cartes portuguesas, algumas tendo origem na corte da rainha-mãe D. Leonor de Aragão, onde se delineava um esquema complexo de libertar D. Fernando do seu cativeiro. O nobre marroquino foi brutalmente torturado e executado na presença do próprio D. Fernando, sendo este transferido para uma masmorra isolada e escura em Fez. Não era claro para Abu Zacaria de que os portugueses estivessem realmente interessados em devolver Ceuta, desta forma não restando quaisquer hipóteses a não ser propôr o mais elevado preço de resgate possível. Mas nada disso sucedeu. Após quinze meses de cativeiro e com as condições de vida a degradarem-se ainda mais, D. Fernando acaba por morrer a 5 de Junho de 1443, com 41 anos de idade. Várias dos restantes membros da companhia do malogrado Infante seriam libertados nos anos seguintes, mediante pagamento de resgate, encontrando-se entre eles o próprio Frei João Álvares, cronista presente em todo o cativeiro do Infante.
Na sua crónica oficial, Ruy de Pina não faz menção a qualquer plano de fuga do Infante, e sugere que as negociações simplesmente foram terminadas porque Abu Zacaria não demonstrou real interesse em recuperar Ceuta, de que a presença portuguesa em Ceuta servia os propósitos de Abu Zacaria como distração política oficial sob a população de Marrocos. de forma que o vizir oatácida pudesse consolidar o seu poder internamente.

## Legado

### Portugal
O desastre de Tânger e o cativeiro e subsequente morte do Infante D. Fernando permaneceu durante largos anos na memória colectiva dos portugueses. no entanto de forma pouco consistente. Foi um grande golpe na reputação do Infante D. Henrique enquanto líder militar. No entanto, D. Henrique foi capaz de afastar as culpas da sua pessoa nos eventos encorajando um culto popular da santidade do próprio Infante D. Fernando com um mártir nacional, um 'Infante Santo' ou 'Santo Príncipe' (que na realidade nunca foi sequer beatificado pela Igreja Católica) de que se teria oferecido voluntariamente ao sofrimento e sacrifício pessoal, oferecendo a sua vida pelo destino português de evangelizar África, em vez da realidade de ser uma vítima dos erros decorrentes da pretensões militares e da sucessão de decisões erradas de D. Henrique. Este então encarregou Frei João Álvares, uma vez regressado, para redigir as crónicas da detenção e cativeiro de D. Fernando como peça de hagiografia cristã (embora Álvares não partilhasse da interpretação dos eventos por parte de D. Henrique). No entanto, a interpretação de D. Henrique ganhou adeptos nos anos seguintes, particularmente no que toca à própria reputação do Infante, a qual ascendeu em retrospectiva da glorificação da Era das Descobertas, de forma que as suas culpas na derrota em Tânger pudessem ser esquecidas.
Na altura, no entanto, D. Henrique não conseguiu tal portento de forma fácil. Ficou conhecido, a partir das Cortes de Leiria, que ele era responsável pelo fiasco de Tânger e que as esperanças de D. Fernando encontraram oposição de D. Henrique no cumprimento da parte portuguesa do tratado de paz. O papel dúbio de D. Henrique na crise de regência e a posterior atitude de parcialidade para com a Casa de Bragança na Batalha de Alfarrobeira de 1449 desenvolveu um sentimento no país de que o Infante D. Henrique era uma espécie de traidor da dinastia, com o propósito de trair os seus próprios irmãos para ganhos pessoais, das quais Tânger e subsequentes eventos como responsável da Ordem de Cristo e concessões de todas as descobertas foram exemplos amplamente citados. Os painéis de São Vicente, da autoria de Nuno Gonçalves e realizados por volta desta altura, é crença por parte de alguns historiadores de que se trata de uma espécie de declaração política, uma homenagem póstuma ao malogrado Infante D. Fernando, representado nos painéis com um capacete mouro e barba ao estilo dos mouros, enquanto que o Infante D. Pedro, opositor às intenções de D. Henrique e traído por este em Alfarrobeira, surge com um dedo acusador no ombro do Infante D. Henrique, o cavaleiro de púrpura (de atentar que a imagem mais veiculada do Infante com chapéu corresponde na realidade ao rei D. Duarte).

### Marrocos
A vitória de Tânger alterou profundamente os destinos políticos, em particular do impopular Abu Zacaria Iáia Aluatassi, vizir do palácio merínida de Fez e regente em nome do sultão merínida Abdalaque II. Celebrado como um herói nacional, foi rápido a tirar partido da vitória e do prestígio que esta lhe concedeu. Qualquer questão relativa à contestação da sua regência foi colocada de lado, e os governadores regionais retornaram aos seus lugares. O caos e desordem das duas décadas anteriores tiverem um fim abrupto, e Marrocos desfrutou de paz no rescaldo da vitória sobre os invasores cristãos.
No próprio ano da sua vitória, Abu Zacaria iniciou a construção do mausoléu Zauia Mulei Idris II em Fez, destinado a albergar os restos mortais incorruptíveis do sultão Idris II (que havia fundado a dinastia Idríssida antes em 808). Mas o verdadeiro propósito do monumento foi da celebração do triunfo das hostes de Abu Zacaria em Tânger.
Embora no fim Abu Zacaria não tivesse a consolação de recuperar Ceuta, a vitória em Tânger foi instrumental na ascensão dos vizires oatácidas e do eventual eclipse dos sultões merínidas em nome dos quais aqueles detinham a regência.

### Campanhas seguintes
Qualquer que fosse a atitude do Infante D. Henrique e os méritos objectivos de manter Ceuta, a morte do irmão D. Fernando, cognominado o Infante Santo para servir os seus propósitos, o destino do malogrado infante selou a manutenção da praça-forte em mãos portugueses. Um alto preço foi pago por isso, e a questão de abandonar Ceuta foi completamente posta de parte. De facto, deu inclusive um novo ímpeto ao expansionismo português em Marrocos, no qual agora se mesclava um elemento de represália pelo martírio do Infante Santo. A memória do Infante Santo foi citada pelo rei seu sobrinho Afonso V aquando de uma nova expedição a Tânger em 1458. Acabou sendo desviada no entanto, tendo sido capturada Alcácer-Ceguer no seu lugar. Uma terceira tentativa foi lançada no fim de 1463. Finalmente, à quarta tentativa, Tânger finalmente submeteu-se aos portugueses em Agosto de 1471. 